# Real Madrid Club de Fútbol 2008-2009
Questa voce raccoglie le informazioni riguardanti il Real Madrid Club de Fútbol nelle competizioni ufficiali della stagione 2008-2009.

## Rosa
| N. |                        | Ruolo | Calciatore           |
| -- | ---------------------- | ----- | -------------------- |
| 1  | Spagna (bandiera)      | P     | Iker Casillas        |
| 2  | Spagna (bandiera)      | D     | Míchel Salgado       |
| 3  | Portogallo (bandiera)  | D     | Pepe                 |
| 4  | Spagna (bandiera)      | D     | Sergio Ramos         |
| 5  | Italia (bandiera)      | D     | Fabio Cannavaro      |
| 6  | Mali (bandiera)        | C     | Mahamadou Diarra     |
| 6  | Francia (bandiera)     | C     | Lassana Diarra       |
| 7  | Spagna (bandiera)      | A     | Raúl (capitano)      |
| 8  | Argentina (bandiera)   | C     | Fernando Gago        |
| 9  | Argentina (bandiera)   | A     | Javier Saviola       |
| 10 | Brasile (bandiera)     | A     | Robinho              |
| 10 | Paesi Bassi (bandiera) | C     | Wesley Sneijder      |
| 11 | Paesi Bassi (bandiera) | C     | Arjen Robben         |
| 12 | Brasile (bandiera)     | D     | Marcelo              |
| 13 | Spagna (bandiera)      | P     | Jordi Codina         |
| 14 | Spagna (bandiera)      | C     | Guti (Vice Capitano) |
| 15 | Paesi Bassi (bandiera) | D     | Royston Drenthe      |

| N. |                        | Ruolo | Calciatore           |
| -- | ---------------------- | ----- | -------------------- |
| 16 | Argentina (bandiera)   | D     | Gabriel Heinze       |
| 17 | Paesi Bassi (bandiera) | A     | Ruud van Nistelrooy  |
| 17 | Spagna (bandiera)      | C     | Daniel Parejo        |
| 18 | Spagna (bandiera)      | C     | Rubén de la Red      |
| 18 | Francia (bandiera)     | D     | Julien Faubert       |
| 19 | Paesi Bassi (bandiera) | A     | Klaas-Jan Huntelaar  |
| 20 | Argentina (bandiera)   | A     | Gonzalo Higuaín      |
| 21 | Germania (bandiera)    | D     | Christoph Metzelder  |
| 22 | Spagna (bandiera)      | D     | Miguel Torres Gómez  |
| 23 | Paesi Bassi (bandiera) | C     | Rafael van der Vaart |
| 24 | Spagna (bandiera)      | D     | Javi Garcia          |
| 25 | Polonia (bandiera)     | P     | Jerzy Dudek          |
| 28 | Spagna (bandiera)      | A     | Alberto Bueno        |
| 35 | Spagna (bandiera)      | A     | Miguel Palanca       |
| 36 | Uruguay (bandiera)     | A     | Gary Kagelmacher     |
| 37 | Spagna (bandiera)      | C     | Marcos Tébar         |